# Barry Simon
Barry Martin Simon (Nova Iorque, 16 de abril de 1946) é um físico matemático estadunidense, professor de matemática e física teórica do Instituto de Tecnologia da Califórnia.
Foi palestrante convidado do Congresso Internacional de Matemáticos em Vancouver (1974: Approximation of Feynman Integrals and Markov fields by spin systems). Recebeu o Prêmio Henri Poincaré de 2012 e o Prêmio Bolyai de 2015. É desde 2013 fellow da American Mathematical Society e desde 1981 da American Physical Society. Em 2016 recebeu o Prêmio Leroy P. Steele por sua carreira, e o Prêmio Dannie Heineman de Física Matemática de 2018.
Em 1990 foi eleito membro correspondente da Academia Austríaca de Ciências. É fellow da Academia de Artes e Ciências dos Estados Unidos (2005).

## Livros
- Quantum theory of Hamiltonians defined by quadratic forms. Princeton 1971
- The {\displaystyle \Phi ^{2}} Euclidean Quantum Field Theory. Princeton 1974
- Trace Ideals and their applications. Cambridge 1979, 2. Edição AMS 2005
- Functional integration and quantum physics. Academic Press 1979, 2. Edição AMS Chelsea Publishing 2005
- Convexity. An analytic viewpoint. Cambridge University Press 2011
- Statistical mechanics of lattices gases. Volume 1, Princeton 1993
- com Michael C. Reed: Methods of Modern Mathematical Physics. Bd.1: Functional Analysis. Academic Press, 1972, 2. Auflage 1980; Volume 2: Fourier Analysis, Self-Adjointness. Academic Press, 1975; Volume 3: Scattering Theory. Academic Press, 1978; Volume 4: Analysis of Operators. Academic Press, 1977
- com H. Cycon, R. Froese, W. Kirsch: Schrödinger Operators. Springer 1987, 2. Edição 2008, ISBN 978-3-540-16758-7.
- Orthogonal polynomials on the unit circle, 2 Volumes, AMS Colloquium publications 2005
- Editor com Lieb, Wightman: Studies in mathematical physics. Princeton 1976 (Bargmann-Festschrift), e por Simon: On the number of bound states of two body Schrödinger operators, a review e Quantum dynamics: from automorphism to hamiltonian.
- Szegö´s theorem and its descendants. Spectral theory for {\displaystyle L^{2}} perturbations of orthogonal polynomials, Princeton University Press 2011
- A comprehensive course in analysis, 5 Volumes, AMS 2015
  - Volume 1: Real analysis, Volume 2 A: Basic complex analysis, Volume 2 B: Advanced complex analysis, Volume 3: Harmonic analysis, Volume 4: Operator Theory

## Artigos selecionados
- Resonances in n-body quantum systems with dilatation analytic potentials and the foundations of time-dependent perturbation theory, Annals of Math. 97 (1973), 247-274
- com F. Guerra, L. Rosen: The {\displaystyle P(\phi )_{2}} quantum theory as classical statistical mechanics, Annals of Math. 101 (1975), 111-259
- com E. Lieb: The Thomas-Fermi theory of atoms, molecules and solids, Advances in Math. 23 (1977), 22-116
- com J. Fröhlich, T. Spencer:Infrared bounds, phase transitions and continuous symmetry breaking, Commun. Math. Phys. 50 (1976), 79-85
- com P. Perry, I. Sigal: Spectral analysis of multiparticle Schrödinger operators, Annals of Math. 114 (1981), 519-567
- com  M. Aizenman: Brownian motion and Harnack’s inequality for Schrödinger operators, Commun. Pure Appl. Math. 35 (1982), 209-273
- Semiclassical analysis of low lying eigenvalues, II. Tunneling, Annals of Math. 120 (1984), 89-118
- Holonomy, the quantum adiabatic theorem and Berry’s phase, Phys. Rev. Lett. 51 (1983), 2167-2170
- com T. Wolff: Singular continuous spectrum under rank one perturbations and localization for random Hamiltonians, Commun. Pure Appl. Math. 39 (1986), 75-90
- Operators with singular continuous spectrum: I. General operators, Annals of of Math. 141 (1995), 131-145
- The classical moment problem as a self-adjoint finite difference operator, Advances in Math. 137 (1998), 82-203
- com Y. Last: Eigenfunctions, transfer matrices, and absolutely continuous spectrum of one-dimensional Schrödinger operators, Invent. Math. 135 (1999), 329-367
- A new approach to inverse spectral theory, I. Fundamental formalism, Annals of Math. 150 (1999), 1029-1057
- com F. Gesztesy: A new approach to inverse spectral theory, II. General real potentials and the connection to the spectral measure, Annals of Math. 152 (2000), 593-643
- com  R. Killip: Sum rules for Jacobi matrices and their applications to spectral theory, Annals of Math. 158 (2003), 253-321
- com D. Damanik: Jost functions and Jost solutions for Jacobi matrices, I. A necessary and sufficient condition for Szegö asymptotics, Invent. Math. 165 (2006), 1-50